# Fritz Schär
Pour les articles homonymes, voir Schär.
Friedrich Schär appelé Fritz Schaer ou Fritz Schär, né le 13 mars 1926 à Kaltenbach (commune de Wagenhausen) et mort le 29 septembre 1997 à Matzingen, est un coureur cycliste suisse. 
Il fut l'une des figures marquantes du cyclisme suisse dans les années 1950, aux côtés de Ferdi Kübler et d’Hugo Koblet. En 1950, il était devenu le premier Suisse à endosser un maillot rose du Tour d'Italie avant de remporter, trois ans plus tard, le classement par points du Tour de France.

## Palmarès

### Palmarès amateur
- 1946
  - Tour du lac Léman amateurs
  - 2e du championnat de Suisse de poursuite amateurs
  - 2e du Championnat de Zurich amateurs
- 1947
  -  Champion de Suisse de cyclo-cross
  -  Champion de Suisse de poursuite amateurs
  - Championnat de Zurich amateurs
  - 4e du championnat du monde sur route amateurs

### Palmarès professionnel
- 1947
  - 3e d'À travers Lausanne
- 1948
  - 2e du championnat de Suisse de demi-fond
  - 3e du championnat de Suisse de cyclo-cross
  - 3e du Tour de Lombardie
- 1949
  - À travers Lausanne
  - Championnat de Zurich
  - 8e étape du Tour de Suisse
  - Tour du lac Léman
  - 3e du championnat de Suisse sur route
  - 4e du Tour de Romandie
- 1950
  - Championnat de Zurich
  - 14e étape du Tour d'Italie
  - 2e du championnat de Suisse sur route
  - 3e de Lucerne-Engelberg
  - 9e de Milan-San Remo
- 1951
  - 13eb étape du Tour d'Allemagne (contre-la-montre)
  - 2e du Tour d'Allemagne
  - 2e de Lucerne-Engelberg
  - 2e du Championnat de Zurich
  - 3e du Tour de Romandie
  - 3e du Tour du Nord-Ouest de la Suisse
  - 4e du Tour de Suisse
- 1952
  - Tour des Quatre Cantons
  - 19e étape du Tour d'Italie
  - 2e étape du Tour de Suisse
  - 3e du Championnat de Zurich
  - 5e du Tour de Romandie
  - 7e de Milan-San Remo
  - 7e du Tour de Suisse
- 1953
  -  Champion de Suisse sur route
  -  Champion de Suisse de demi-fond
  - 1re étape du Tour de Suisse
  - Tour de France :
    -  Classement par points
    - 1re et 2e étapes

  - 2e du Tour du Nord-Ouest de la Suisse
  - 2e du Tour de Suisse
  - 4e du Tour de Romandie
  - 6e du Tour de France
- 1954
  - Tour du Nord-Ouest de la Suisse
  - 4ea étape du Tour de France (contre-la-montre par équipes)
  - 2e du championnat de Suisse sur route
  - 3e du Tour de France
  -  Médaillé d'argent du championnat du monde sur route
  - 4e du Tour de Romandie
  - 8e du Challenge Desgrange-Colombo
  - 9e du Tour d'Italie
- 1955
  - 1re étape du Tour de Suisse
- 1956
  - 7e étape du Tour de Suisse
  - 2e du Tour de Suisse
  - 2e du championnat de Suisse sur route
  - 2e du championnat de Suisse de la montagne

### Résultats sur les grands tours

#### Tour de France
3 participations
- 1953 : 6e,  vainqueur du classement par points, vainqueur des 1re et 2e étapes,  maillot jaune pendant 6 jours
- 1954 : 3e, vainqueur de la 4ea étape (contre-la-montre par équipes)
- 1956 : non-partant (5e étape)

#### Tour d'Italie
8 participations
- 1949 : 14e
- 1950 : 11e, vainqueur de la 14e étape,  maillot rose pendant 5 jours
- 1951 : abandon,  maillot rose pendant 2 jours
- 1952 : 27e, vainqueur de la 19e étape
- 1953 : 14e
- 1954 : 9e
- 1956 : abandon (18e étape)
- 1958 : abandon